# Неизплатеният дълг
„Неизплатеният дълг“ (на руски: Неоплаченный долг) е съветска драма от 1959 година.

## Сюжет
Зима. На малката железопътна спирка, където преминаващите влакове спират само за по една- две минути, старият конник Марушкин (Даниил Илченко) посреща новия агроном, младата специалистка Люся Кречетова (Елеонора Прохницкая). Отначало тя с любопитство се вглежда в новите хора, в новия живот. Много скоро обаче започват да я дразнят някои факти от селския живот- ту ще изгасне тока, ту няма да има вода.
Люся започва да не забелязва усърдието, с което работят новите и познати- самоотвержената пощальонка, влюбеният в нея първокурсник- градинар, новият председател на колхоза, чувстващият се като властелин на района старец Марушкин.
Смятайки да се погрижи за собственото си благополучие, което явно няма да стане тук, Люся захвърля всичко и заминава. Но къде?...

## В ролите
- Елеонора Прохницкая като Люся
- Даниил Илченко като Марушкин, стария конник
- Нина Антонова като Льоля Конюшкова
- Виктор Маркин като „началника“
- Борис Владимиров като Лютиков
- Сергей Сибел като Пьотр Ширяев
- Борис Новиков като „Хамлета“
- Мая Забулис като Марина
- Всеволод Санаев като Алексей Окунчиков
- Владимир Самойлов като Жгутов, председателя на колхоза
- Анастасия Георгиевская като Кочеткова